# Usine Renault de Envigado
L'usine Renault de Envigado, près de Medellín, a entamé des opérations en 1970. Le président colombien Misael Pastrana a inauguré l'usine, la première voiture produite a été la Renault 4.
La filiale de Renault à 100 % en Colombie s'appelle SOFASA (Sociedad de Fabricación de Automotores S.A.) (Société de Fabrication des Autos S.A.) depuis 2008 et le rachat des actions de Toyota et Mitsubishi.
L'usine se trouve dans la ville de Envigado dans la banlieue de Medellín, chef-lieu du département d'Antioquia, deuxième ville de la Colombie.
Les modèles assemblés dans l'usine Renault de Envigado sont :
Renault
- Renault 4 (1970-1992) - 97 050 exemplaires[1],
- Renault 6 (1971-1984) - 42 500 ex. environ,
- Renault 12 (1973-1981) - 56 250 ex. environ,
- Renault 18 (1981-1987) - 45 100 ex. environ,
- Renault 9 (1983-1999) - 115 800 ex. environ,
- Renault 21 (1987-1994) rebaptisé Étoile pour ses dernières années de commercialisation
- Renault 19 (1994-1999)
- Renault Twingo (1995-2012) - 100 000 ex. environ[2],
- Renault Clio I, puis Clio II (1996-2016)
- Renault Megane I (1999-2009)
- Renault Symbol (2001-2009)
- Renault Symbol II (2009-2013)
- Renault Logan I, II (2005-présent)
- Renault Sandero I, II (2008-présent)
- Renault Duster I, II (2012-présent)
- Renault Kwid (2025-présent)[3],[4],[5]

Toyota
- Land Cruiser Série 90 (1996–2002)
- Land Cruiser Prado II (1999–2009)
- Hilux V (1994–1998)

Daihatsu
- Delta (2005–2010)

Au début des opérations de l'usine, une stratégie publicitaire est mise en place pour encourager l'achat des Renault 4 sous le slogan « Renault 4: El Amigo Fiel » (l'Ami Fidèle).
Le président Misael Pastrana conçoit une ligne de crédit flexible de sorte que tous les Colombiens puissent accéder facilement à l'achat de la Renault 4.
En 1989, le gouvernement colombien vend ses actions de la société SOFASA, Renault les rachète et les revend ensuite à Toyota qui a assemblé des véhicules conjointement avec Renault pendant vingt ans.
En 2009, Toyota vend ses actions de l'usine d'Envigado et Renault en devient l'unique propriétaire, SOFASA est la première usine en Colombie qui assemble des voitures roulant au gaz (Renault Logan Eco2).
Aujourd'hui, Renault est le second constructeur automobile colombien en termes de ventes, les voitures les plus sollicitées par le public sont la Logan et la Clio.

## Histoire
La société SOFASA - Sociedad de Fabricación de Vehículos Automotores a été fondée le 2 juillet 1969 à Medellín. À la suite d'un appel d'offres international lancé par le gouvernement colombien pour la création d'une usine de construction automobile, le constructeur français "Régie Renault" est choisi car il apporte un financement de 50 % au capital de la future société. La Société est, à l'origine, une société à capital mixte, réparti à parts égales entre la Régie Renault et l'IFI - Instituto de Fomento Industrial, une société publique colombienne qui encourage la création de nouvelles entreprises dans le pays. SOFASA n'est pas la seule entreprise créée à cette occasion, la SOCOFAM - Sociedad Colombiana de Fabricación de Motores, est également créée, destinée à la fabrication des moteurs pour équiper les véhicules Renault ainsi que Renault de Colombia, structure destinée à la commercialisation des véhicules. Rapidement, les trois sociétés vont fusionner en une seule entité, SOFASA.
Après plusieurs études d'implantation de la future usine, le site de Envigado, près de Medellín est retenu. L'usine d'assemblage est inaugurée le 14 juillet 1970, avec la sortie du premier véhicule assemblé en CKD : une Renault 4. L'usine était dimensionnée pour assembler 15 000 véhicules par an au début. La première année, elle n'a assemblé que 882 R4, 4 774 en 1971 8 386 en 1972.
L'offre liée au projet d'origine prévoyait également l'assemblage des Renault 6, 12 destinée aux taxis, Renault 4 Van et Estafette mais le contrat signé entre Renault et l'IFI stipulait que SOFASA ne pourrait assembler que des véhicules à quatre portes, ce qui excluait les deux modèles utilitaires. Cette clause a été maintenue en vigueur jusqu'en 1989.
En juillet 1971, l'assemblage de la R6 débute, suivi, en septembre 1973, par la R12 et la R12 Break, en octobre 1974. Ces trois modèles resteront sans changement jusqu'en 1981, lorsque la R12 est remplacée par la R18.
En 1976, la R4 reçoit un nouveau moteur de 1 022 cm3 fabriqué dans l'usine de moteurs de Duitama qui équipe les versions « R4 Plus 25 ». À partir de la fin des années 1970, SOFASA a exporté des pièces détachées et des sous-ensembles de moteurs aux usines Renault du Chili et du Venezuela.
Après le lancement de la R18 en avril 1981, la R9 apparaît en septembre 1983 et l'assemblage de la R6 prend fin en 1984. Cette année là, SOFASA fête son 200 000e véhicule assemblé et présente la R18 GTX équipée d'un moteur 2 litres.
La R9 va devenir l'un des modèles les plus importants de l'entreprise avec 115 800 unités en d'innombrables versions commercialisées entre 1983 et 1999.
La R21 est lancée en avril 1987. Ce modèle est considéré comme une voiture de luxe qui remplace la R18. Elle avait tout pour rencontrer le succès, malheureusement, elle va rester dans les mémoires pour ses multiples problèmes mécaniques.
Un projet important de SOFASA, dans les années 1980, a été la production d'un camping-car, en partenariat avec une entreprise autre que Renault. Pour y parvenir, le Groupe Renault rachète en 1989 à l'IFI sa participation de 50 % dans la société, pour les céder à un nouveau partenaire : le groupe japonais Toyota.

### Une nouvelle entreprise
Après la crise économique qui a sévi dans les grands pays d'Amérique du Sud à la fin des années 1980, le début des années 1990 est très difficile. La situation de SOFASA est délicate car le gouvernement national colombien a cédé sa participation de 50 % dans la société ce qui a engendré d'importants conflits sociaux, d'autant que Renault a ouvert la porte au japonais Toyota.
De nouveaux modèles sont assemblés comme la Renault Etoile TXI, un simple "lifting" de la R21 avec un moteur à injection de 2,0 litres, une première pour une voiture nationale. La R0 voit sa gamme élargie avec les versions Brio, Super et Máximo (1992), et des nouveautés : l'Etoile Penta (1991), R19 (1994), Twingo (1995), Clio (1996), R9 Personnalité (1996) et la Mégane (1999), première voiture équipée d'airbags et de freins avec ABS.
Dès que les importations sont libérées, SOFASA va directement importer de France les modèles Clio (1992), Safrane (1993), Laguna (1995) et Scénic (1999).
L'assemblage de la R4 est arrêté en 1992, après vingt-deux ans et 97 050 exemplaires.
En début d'année 1994, le groupe colombien Cervecería Bavaria rachète 51,3 % du capital de la société. L'assemblage de camping-cars, camionnettes et véhicules tout-terrain débute sous licence Toyota : les Land Cruiser FJ70 (1992), Hilux (1993) et Prado (1998).
En 1998, SOFASA se lance dans la commercialisation du poids lourd Renault Midliner importé en version 4x2. En 1999, l'assemblage de la R9 prend fin après seize ans de commercialisation. En décembre de la même année, la Mégane remplace la R19.
Après l'entrée dans le nouveau millénaire, le groupe Bavaria revend sa participation en 2008. La répartition du capital devient : Renault 60 %, Toyota 28 % et Mitsui 12 %. Renault rachètera les participations de Mitsui et de Toyota en 2008 faisant de SOFASA une filiale directe.
De nouveaux modèles sont assemblés comme les Symbol, Clio II et Kangoo (2001), Laguna II (2003), Clio RS (2004), Mégane II (2004), Scénic II (2007), Koleos (2008) et Sandero Stepway (2009). En 2013, l'entreprise fête 1 000 000 de véhicules assemblés.
Au cours des vingt dernières années, les modèles les plus importants dans l'activité de SOFASA-Renault sont les Renault Logan, Sandero et Duster, lancés respectivement en 2005, 2008 et 2012.
Récemment, le retour de Renault dans le segment de la voiture populaire avec le modèle Kwid importé du Brésil, a été considéré comme le «successeur spirituel» de la R4.